# Comuna Ferdinandovac, Koprivnica-Križevci
Ferdinandovac este o comună în cantonul Koprivnica-Križevci, Croația, având o populație de 1.750 de locuitori (2011).

## Demografie
Componența etnică a comunei Ferdinandovac
     Croați (99,77%)
     Necunoscut (0%)
     Neclasificat (0,11%)
Componența confesională a comunei Ferdinandovac
     Catolici (99,31%)
     Necunoscută (0,23%)
     Alte religii (0,46%)
Conform recensământului din 2011, comuna Ferdinandovac avea 1.750 de locuitori. Din punct de vedere etnic, majoritatea locuitorilor (99,77%) erau croați. Din punct de vedere confesional, majoritatea locuitorilor (99,31%) erau catolici. Pentru 0,23% din locuitori nu este cunoscută apartenența confesională.